# Kalamáta
Kalamata (Grieks: Καλάματα) is een stad in Zuid-Griekenland, op de Peloponnesos gelegen, aan de Golf van Messinië. Het was de hoofdstad van het voormalige departement (nomos) Messenië. In 1991 had de stad 44.052 inwoners.
Kalamata is sedert 2011 een fusiegemeente (dimos) in de Griekse bestuurlijke regio (periferia) Peloponnesos.
De vier deelgemeenten (dimotiki enotita) van de fusiegemeente zijn:
- Arfara (Αρφαρά)
- Aris (Άρις)
- Kalamata (Καλαμάτα)
- Thouria (Θουρία)

De stad ligt ten westen van Sparta, en is van hieruit en vanuit elders in Griekenland per bus en trein te bereiken. Verder heeft de stad een internationaal vliegveld en een belangrijke haven. Er zijn veerverbindingen met diverse andere plaatsen, zoals het Griekse eiland Kythira.
De Golf van Messenië waaraan Kalamáta ligt heeft diverse lange stranden.
Olijven en olijfolie zijn belangrijke producten die vanuit Kalamáta geëxporteerd worden.

## Etymologie
De naam Kalamáta heeft mogelijk te maken met het Griekse kalo mati dat goed oog betekent. Een Byzantijnse kerk in de buurt van de stad is gewijd aan de maagd van Kalomata.

## Geschiedenis
In tegenstelling tot veel andere Griekse steden is Kalamáta niet een stad die al in de klassieke oudheid bestond. Messini, dat elders in Messinië ligt, is wel een oude site. Vanaf 1685 overheersten de Venetianen Kalamáta. In 1825 verwoestte Ibrahim Pasja de stad tijdens de Griekse onafhankelijkheidsoorlog. Verder heeft de stad zware schade geleden onder aardbevingen.

## Bezienswaardigheden
- Byzantijnse kerk
- Culturele evenementen zoals dansfestivals
- Kasteel uit de 13e eeuw n.Chr.
- Marina

## Geboren
- Michail Stasinopoulos (1903-2002), president van Griekenland (1974-1975)
- Prokopis Pavlopoulos (1950), president van Griekenland (2015-2020)
- Yanni (1954), musicus
- Nikolaos Georgeas (1976), voetballer
- Sokratis Papastathopoulos (1988), voetballer